# Ельазар Шах
Рав Ельаза́р Мена́хем Ман Шах (івр. אלעזר מנחם מן שך; нар. 20 грудня 1898 (1 січня 1899), Вобольники — пом. 2 листопада 2001, Бней-Брак) — духовний лідер литовського напряму в юдаїзмі, голова єшиви «Понівеж» у Бней-Браку. Духовний лідер партії Деґель га-Тора та один із засновників партії ШАС.

## Біографія
Рав Шах народився в містечку Вобольники (сучасне Вабальнінкас, Литва) у родині рабина Азріеля Шаха та Бат-Шеви (уродженої Левітан). Навчався в єшивах Паневежиса, Слобідки у Ковно та Слуцьку, де став улюбленим учнем рава Ісера Залмана Мелцера, а потім і чоловіком його племінниці. У шлюбі народилося 3 дітей — 2 доньки та син Ефраїм.
Разом з равом Мелцером після Першої світової війни перебрався в Клецк, а потім в Слуцьк. У 1927 став глоловою єшиви у Любліні, потім очолював єшиву Новогрудока. У цей період завів близьке знайомство з равом Хаїмом Ойзером Гродзінським, який його рекомендував карлінському Ребе і в 1936 р. Шах був запрошений очолити єшиву карлінських хасидів у Лунинці Брестської області.
Під час Другої світової війни йому вдалося разом із сім'єю перебратися з Литви до підмандатної Палестини до рава Мельцера. Там очолив тель-авівську єшиву «Ішув хадаш», потім у єшиву «Даром» у Реховоті і, нарешті за рекомендацією Хазон Іша — до бней-брацької Поневежської єшиви, що вважається одним із найпрестижніших вищих навчальних закладів у єврейському ортодоксальному світі. На початку 60-х років Рав Шах став главою Поневежської єшиви та членом "Ради мудреців Тори ". Після смерті лідера брестського напрямку рава Іцхака Зеева Соловейчика в 1959 рав Шах поступово прийняв на себе роль провідного рабина литовського спрямування. У 80 — х роках почав активно впливати на всеізраїльську політику. У 1984 створив партію Шас для представництва випускників єшів — сефардів, а в 1988 році Деґель га-Тора для представництва випускників єшів ашкеназів. Виступав за спілку ультраортодоксальних партій з Лікудом і різко засуджував партію Авода та її лідерів. Незважаючи на це щодо територій виступав на " голубиних позиціях " за мирне врегулювання єврейсько — арабського конфлікту. У 1990 відмовився від підтримки Шимона Переса під час «смердючої змови», незважаючи на підтримку Шаса. У 1992 виступив проти вступу партії Дегель ха -Тора до уряду Іцхака Рабіна разом з лівою партією Мерець.

### Останні дні
Помер 2 листопада 2001 року у лікарні «Шиба» в Тель-га-Шомері. Смерть настала внаслідок критичного зниження тиску. Дві доби спроби лікарів врятувати життя рава Шаха не увінчалися успіхом. В останні роки рабин страждав від серйозного порушення функції дихальної системи, а незадовго до смерті захворів на запалення легень, яке і прискорило трагічний кінець.
Рабин був похований у Бней-Браку, де прожив другу половину життя. В останній шлях його проводили сотні тисяч учнів та однодумців., Спадкоємцями рава Шаха були ще за його життя оголошені 2 інших великих рабина нар. Йосеф Шалом Ельяшів та Штейнман, Аарон Лейб.

## Внесок у розвиток іудаїзму
Еліезер Шах наголошував на духовному та дослідному аспектах іудаїзму. Його ім'я було не так добре відоме далеким від традиції євреям, проте внесок рабина Шаха в юдейську теологію виявився дуже значним. Він виступив проти змін, що відбувалися в русі Хабад, звинувативши керівника цієї хасидської течії у спотворенні Тори. За дорученням рава Шаха було засновано ортодоксальну газету " Ятед Неєман ".

## Суспільна діяльність
Ерудиція, такт, неабиякі організаторські здібності та рідкісний педагогічний талант зробили Еліезера Шаха лідером литовського напряму ортодоксального іудаїзму. З усіх кінців країни та з — за кордону до нього приїжджали люди з питаннями по Галаху та за порадою при ухваленні важливих рішень ,. Про чуйність рабина ходять легенди.
Маючи найглибші знання єврейських священних книг, написаних на івриті і по-арамейськи, в побуті рабин Шах користувався ідишем. Виплекані ним Дері та інші лідери сефардської ортодоксальної громади непогано володіють цією мовою.

### Вплив рава Шаха на ізраїльську політику
До розколу партії Агудат Ісраель рабин Шах очолював у ній Рада мудреців Тори., Напередодні виборів 1988 заснував нову партію Дегель ха — Тора., Він же створив у 1984 році партію ШАС, але зрікся неї вісім років по тому, коли її політичний лідер Ар'є Дері всупереч забороні Шаха увійшов до лівої коаліції Іцхака Рабіна ,. Еліезер Шах категорично чинив опір Норвезьким угодам і тому в 1996 році наказав усім своїм прихильникам проголосувати за Біньяміна Нетаньяху,. З того часу рабин не брав участі в політичному житті.,